# スーパーチャンプル
『スーパーチャンプル』は、日本テレビ系列局ほかで放送された中京テレビ製作のバラエティ番組。ハイビジョン制作、データ放送実施。製作局の中京テレビでは2006年10月4日から2009年3月25日まで放送。
2016年12月29日には特別番組『SUPER CHAMPLE 2016』として一夜限りの復活を果たし、2017年・2018年にも特別番組が放送されている。

## 概要
過去に同系列局で放送されていた『少年チャンプル』の後継番組で、ストリートダンスをメインに特集するようになった2004年10月以降の内容を踏襲していた。この番組も同様に、ダンサーたちの卓越したパフォーマンスを紹介していた。
この番組はデータ放送連動番組であるが、データ放送を行っていたのは製作局の中京テレビとキー局の日本テレビのみで、それ以外の大多数のネット局は行っていなかった。

## 出演者
- MC：DA PUMP（ISSA ・ KEN ・ YUKINARI ） - YUKINARIは2008年11月5日放送分まで出演。
- 鈴木紗理奈
- パパイヤ鈴木 - 2008年12月24日放送分から出演。

## スタッフ
- ナレーター：SINJI、aico
- ダンス監修：坂見誠二、宮田健男、樋口武志、カリスマ
- 構成：須平敦宣、小高弘嗣、今村クニト
- チーフプロデューサー：片岡達彦、長谷川治彦（CTV）
- 制作総指揮：苅谷隆司（CTV）
- ディレクター：双津大地郎、大野寿之、片岡功裕、大野ちよ
- 演出：笠井知己（CTV）、池内康浩（CTV）、津留正宏（CTV）
- プロデューサー：黒宮英作（CTV）、浦輝久（イースト）、原田政彦（LOCOMOTION）
- 協力：中京テレビ映像企画、中京ビデオセンター、Bravo
- 制作協力：イースト、LOCOMOTION
- 制作：中京テレビ踊班
- 製作著作：中京テレビ

## 主な企画
- チャンプルダンサーランキング
- 全国中学高校ストリートダンス選手権
- CHAMPLE B-BOY LEAGUE
- 海外ダンスロケ企画 - 韓国やマレーシアなどでロケを敢行。
- 特定のダンスミュージックの特集企画
- 大学のダンスサークルへの密着リポート企画
- 「全国親子ダンス自慢!!」「1万人ダンス集会 in ナガシマスパーランド」などの単発ダンスコンテスト企画

## エンディングテーマ
| OA年月     | アーティスト                        | タイトル                               |
| ---------- | ----------------------------------- | -------------------------------------- |
| 2006年10月 | コーヒーカラー                      | スーパーバイザー                       |
| 2006年11月 | JYONGRI                             | Possession                             |
| 2006年12月 | JYONGRI                             | Possession                             |
| 2007年1月  | ARIA                                | FALLIN'                                |
| 2007年2月  | RIZE                                | heiwa                                  |
| 2007年4月  | MEILIN                              | イノセントガール                       |
| 2007年5月  | ONE OK ROCK                         | 内秘心書                               |
| 2007年6月  | ARIA                                | NOT OVER feat. HOKT & BIG RON          |
| 2007年7月  | JYONGRI                             | Lullaby For You                        |
| 2007年8月  | 愛内里菜                            | Mint                                   |
| 2007年9月  | Kanade                              | Legacy of you 〜君が残してくれたもの〜 |
| 2007年10月 | ONE OK ROCK                         | エトセトラ                             |
| 2007年11月 | Base Ball Bear                      | 愛してる                               |
| 2007年12月 | 杉本姉妹                            | Good Go                                |
| 2008年1月  | JYONGRI                             | Kissing Me                             |
| 2008年2月  | JYONGRI                             | Kissing Me                             |
| 2008年3月  | CHERRYBLOSSOM                       | 春風LOVER SONG                         |
| 2008年4月  | Nuttin' But Stringz featuring ISOPP | Thunder                                |
| 2008年5月  | JYONGRI                             | Unchanging Love 〜君がいれば〜         |
| 2008年6月  | 上木彩矢                            | 君去りし誘惑                           |
| 2008年7月  | MUNEHIRO                            | ヒノマルパワー 〜君の力〜              |
| 2008年8月  | リア・ディゾン                      | Vanilla                                |
| 2008年9月  | Ryohei                              | So Fly                                 |
| 2008年10月 | BIGBANG                             | Number 1                               |
| 2008年11月 | w-inds.                             | CAN'T GET BACK                         |
| 2008年12月 | JYONGRI                             | Winter Love Story                      |
| 2009年1月  | 西野名菜                            | Open your eyes                         |
| 2009年2月  | らっぷびと                          | All Day, All Night                     |
| 2009年3月  | lecca                               | For You                                |

## 放送局
| 放送対象地域   | 放送局             | 系列           | 放送日時 | 備考                      |
| -------------- | ------------------ | -------------- | --- | ------------------------- |
| 中京広域圏     | 中京テレビ         | 日本テレビ系列 | 水曜 24:26 - 24:56 （2006年10月 - 2007年9月） 水曜 24:29 - 24:59 （2007年10月 - 2009年3月） | 製作局                    |
| 青森県         | 青森放送           | 日本テレビ系列 | 水曜 24:26 - 24:56 （2006年10月 - 2007年9月） 水曜 24:29 - 24:59 （2007年10月 - 2009年3月） | 同時ネット                |
| 新潟県         | テレビ新潟         | 日本テレビ系列 | 水曜 24:26 - 24:56 （2006年10月 - 2007年9月） 水曜 24:29 - 24:59 （2007年10月 - 2009年3月） | 同時ネット                |
| 山梨県         | 山梨放送           | 日本テレビ系列 | 水曜 24:26 - 24:56 （2006年10月 - 2007年9月） 水曜 24:29 - 24:59 （2007年10月 - 2009年3月） | 同時ネット                |
| 福井県         | 福井放送           | NNS・ANN       | 水曜 24:26 - 24:56 （2006年10月 - 2007年9月） 水曜 24:29 - 24:59 （2007年10月 - 2009年3月） | 同時ネット                |
| 愛媛県         | 南海放送           | 日本テレビ系列 | 水曜 24:26 - 24:56 （2006年10月 - 2007年9月） 水曜 24:29 - 24:59 （2007年10月 - 2009年3月） | 同時ネット                |
| 長崎県         | 長崎国際テレビ     | 日本テレビ系列 | 水曜 24:26 - 24:56 （2006年10月 - 2007年9月） 水曜 24:29 - 24:59 （2007年10月 - 2009年3月） | 同時ネット                |
| 関東広域圏     | 日本テレビ         | 日本テレビ系列 | 木曜 24:56 - 25:26 （2006年10月 - 2007年9月） 木曜 25:29 - 25:59 （2007年10月 - 2008年9月） 木曜 25:08 - 25:38 （2008年10月 - 2009年3月） | 1日遅れ                   |
| 鹿児島県       | 鹿児島読売テレビ   | 日本テレビ系列 | 木曜 25:18 - 25:48 | 1日遅れ                   |
| 静岡県         | 静岡第一テレビ     | 日本テレビ系列 | 月曜 24:29 - 24:59 | 5日遅れ                   |
| 山形県         | 山形放送           | 日本テレビ系列 | 月曜 24:59 - 25:29 | 5日遅れ                   |
| 徳島県         | 四国放送           | 日本テレビ系列 | 月曜 25:29 - 25:59 | 5日遅れ                   |
| 鳥取県・島根県 | 日本海テレビ       | 日本テレビ系列 | 月曜 26:04 - 26:34 | 5日遅れ                   |
| 宮城県         | 宮城テレビ         | 日本テレビ系列 | 火曜 24:26 - 24:56 （2006年10月 - 2007年9月） 火曜 24:29 - 24:59 （2007年10月 - 2009年3月） | 6日遅れ                   |
| 福島県         | 福島中央テレビ     | 日本テレビ系列 | 火曜 24:26 - 24:56 （2006年10月 - 2007年9月） 火曜 24:29 - 24:59 （2007年10月 - 2009年3月） | 6日遅れ                   |
| 長野県         | テレビ信州         | 日本テレビ系列 | 火曜 24:26 - 24:56 （2006年10月 - 2007年9月） 火曜 24:29 - 24:59 （2007年10月 - 2009年3月） | 6日遅れ                   |
| 広島県         | 広島テレビ         | 日本テレビ系列 | 火曜 24:26 - 24:56 （2006年10月 - 2007年9月） 火曜 24:29 - 24:59 （2007年10月 - 2009年3月） | 6日遅れ                   |
| 山口県         | 山口放送           | 日本テレビ系列 | 火曜 24:26 - 24:56 （2006年10月 - 2007年9月） 火曜 24:29 - 24:59 （2007年10月 - 2009年3月） | 6日遅れ                   |
| 香川県・岡山県 | 西日本放送         | 日本テレビ系列 | 火曜 24:26 - 24:56 （2006年10月 - 2007年9月） 火曜 24:29 - 24:59 （2007年10月 - 2009年3月） | 6日遅れ                   |
| 熊本県         | くまもと県民テレビ | 日本テレビ系列 | 火曜 25:09 - 25:39 | 6日遅れ                   |
| 福岡県         | 福岡放送           | 日本テレビ系列 | 火曜 25:54 - 26:24 | 6日遅れ                   |
| 北海道         | 札幌テレビ         | 日本テレビ系列 | 月曜 25:21 - 25:51 （2006年10月 - 2007年3月） 木曜 24:56 - 25:26 （2007年4月 - 2007年9月） 木曜 24:59 - 25:29 （2007年10月 - 2008年3月） 火曜 24:49 - 25:19 （2008年4月 - 2009年3月） | 6日遅れ（2008年4月以降）  |
| 石川県         | テレビ金沢         | 日本テレビ系列 | 水曜 24:29 - 24:59 | 7日遅れ                   |
| 秋田県         | 秋田放送           | 日本テレビ系列 | 木曜 27:08 - 27:38 （不明 - 2007年9月） 水曜 26:34 - 27:04 （2007年10月 - 2008年6月） 水曜 25:04 - 25:34 （2008年7月 - 2009年4月） | 7日遅れ（2007年10月以降） |
| 近畿広域圏     | 読売テレビ         | 日本テレビ系列 | 火曜 24:59 - 25:29 （期間不明） 火曜 25:06 - 25:36 （不明 - 2007年9月） 土曜 26:59 - 27:29 （2007年10月 - 2007年12月） 土曜 25:59 - 26:29 （2008年1月 - 2008年3月） 水曜 26:18 - 26:48 （2008年4月 - 2008年9月） 水曜 26:20 - 26:50 （2008年10月 - 2008年12月） 水曜 25:59 - 26:29 （2009年1月 - 2009年4月） | 7日遅れ（2009年1月以降）  |
| 大分県         | テレビ大分         | NNS・FNS       | 金曜 25:49 - 26:19 | 9日遅れ                   |
| 富山県         | 北日本放送         | 日本テレビ系列 | 木曜 26:05 - 26:35 | 15日遅れ                  |
| 高知県         | 高知放送           | 日本テレビ系列 | 月曜 24:59 - 25:29 | 19日遅れ                  |
| 沖縄県         | 琉球放送           | TBS系列        | 金曜 25:30 - 26:00 （不明 - 2008年1月） 土曜 25:40 - 26:10 （2008年1月 - 2008年3月） 土曜 25:54 - 26:25 （2008年4月 - 2008年7月） 土曜 25:53 - 26:25 （2008年7月 - 2008年8月） 月曜 24:55 - 25:25 （2008年8月 - 2008年9月） 金曜 25:30 - 26:02 （2008年10月 - 2008年12月）                                   | 遅れ日数不明              |

## 特別番組
- SUPER CHAMPLE 2016（2016年2月29日）
- スーパーチャンプル 2017夏 新MC登場SP（2017年9月16日）
- スーパーチャンプルpresents STREET DANCE 新世代No.1決定戦（2018年3月19日）
- 土曜バラエティ『追悼　坂見誠二』　スーパーチャンプル傑作選（2023年7月9日）※8日深夜

### 出演者 (特別番組)
- MC
  - ISSA（2016年 - 2018年）
  - パパイヤ鈴木（2016年）
  - Dream Ami（2017年）
  - 伊藤萌々香（フェアリーズ）（2018年）

## 関連メディア

### 音楽CD
- SUPER CHAMPLE DANCER'S COLLECTION （2007年9月26日発売、ユニバーサルインターナショナル）
- SUPER CHAMPLE DANCER'S COLLECTION II （2008年7月30日発売、ナユタウェイブレコーズ）

### DVD
- スーパーチャンプル VOL.01 怒涛のOLD SCHOOL編（2007年3月7日発売、エイベックス・マーケティング）
- スーパーチャンプル VOL.02 嵐のNEW SCHOOL編（2007年3月7日発売、エイベックス・マーケティング）
- スーパーチャンプル VOL.03 魅惑のエンタメ系ダンサー編（2007年9月12日発売、エイベックス・エンタテインメント）
- スーパーチャンプル VOL.04 スーパーチャンプルナイト!完全版（2007年12月12日発売、エイベックス・エンタテインメント）
- スーパーチャンプル VOL.05 飛び出す!メガ盛りスペシャル編（2008年7月2日発売、avex trax）
- SUPER CHAMPLE PRESENTS SCHOOLS OUT （2008年11月5日発売、ソニー・ミュージックジャパンインターナショナル）
- スーパーチャンプル VOL.06 最強のB-BOYバトル編（2009年3月18日発売、エイベックス・エンタテインメント）

### ウェブコミック
- ダンスチャンプル（漫画ゼロワン、全12話、原作 - 須平敦宣、漫画 - さぬきやん、監修 - 坂見誠二、協力 - 中京テレビ）